# Gerry Wiggins

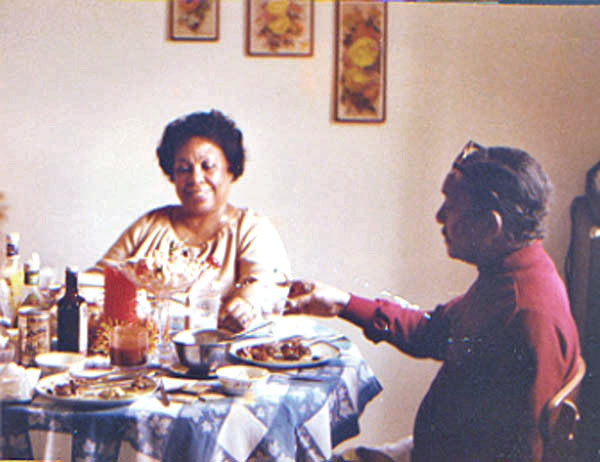
Helen Humes und Gerry Wiggins

Gerald Forster „Gerry“ Wiggins (* 12. Mai 1922 in New York City; † 13. Juli 2008 in Los Angeles) war ein US-amerikanischer Jazz-Pianist, -Organist und Keyboard-Spieler.
Wiggins studierte an der Martin Smith Music School und der High School of Music und Art in New York. Ab 1942 war er bei Les Hite tätig und spielte anschließend bei Louis Armstrong und bei Betty Carter. 1950 und 1951 begleitete er Lena Horne auf Tourneen durch Europa und spielte in Paris mit Pierre Michelot, Jean Bouchety, Kenny Clarke und Roy Eldridge (Roy Eldridge and His Little Jazz Vol. 1, 1950), dabei entstanden für das Label Swing auch Aufnahmen unter eigenem Namen. Dann leitete er ein Trio in Los Angeles mit Joe Comfort und Bill Douglass, spielte bei Spike Jones (1956 bis 1958) und begleitete Kay Starr und Red Callender. Er unterrichtete Marilyn Monroe als Sängerin. Ab dem Ende der 1950er arbeitete in den Studios und bei Harry James. Er nahm mit Mary Cole, Paul Horn, Chico Hamilton und Scott Hamilton auf und begleitete Eartha Kitt, Dinah Washington, Lou Rawls und Mary Stallings.
Der Bassist Hassan Ash-Shakur ist sein Sohn.

## Diskographische Hinweise
- The Gerald Wiggins Trio (VSOP, 1956) mit Joe Comfort und Bill Douglass
- Wiggin With Wig (Dig Records, 1956), mit Joe Comfort und Bill Douglass
- Wiggin' Out (OJC, 1960) mit Harold Land, Jackie Mills
- Wig is Here (Black and Blue, 1977) mit Major Holley, Oliver Jackson, Ed Thigpen
- Live at Maybeck Recital Hall (Concord Records, 1990) solo
- Soulidarity (Concord, 1995) mit Andy Simpkins, Paul Humphrey